# Гласхорд
Гласхорд е музикален перкусионен инструмент от групата на клавишните пластинкови инструменти. На вид прилича на пиано, но за разлика от него има пластини от стъкло, разположени във вътрешността си.
На гласхорд също както при челестата свирят както перкусионисти, така и пианисти.